# Iveco SuperAV
L'Iveco SuperAV è un veicolo trasporto truppe italiano, progettato dal CIO (Consorzio Iveco-Oto Melara), sulla base del progetto VBM Freccia.
Il SuperAV (Surface Performance Amphibious Vehicle) è un veicolo corazzato anfibio 8×8 ruotato con elevate capacità di carico.

## Storia
Nel 2006 la Iveco Defence Vehicles decise di sviluppare un nuovo mezzo anfibio che completasse la gamma di veicoli 8x8 che già comprendeva il Centauro e il VBM Freccia. Ancora non vi erano dei requisiti operativi specifici, ma era evidente che presto sarebbe stato necessario sostituire gli M113 e i VCC-1 Camillino. La casa di Bolzano intendeva creare un mezzo con elevati doti marine, in grado di operare in mare 3, ma pur sempre con ottima mobilità sulla terra e con anche la possibilità di essere aviotrasportato da velivoli come il C-130. Il veicolo doveva avere, quindi, pesi e volumi attentamente studiati e distribuiti per soddisfare questi requisiti, arrivando a un peso a vuoto di 15 t, con la possibilità di avere diversi allestimenti e protezioni aggiuntive, per un peso massimo di 24 t. Nel 2009 è stato presentato il prototipo, denominato SuperAV (Surface Performance Amphibious Vehicle), che sfrutta la meccanica di Centauro e Freccia, ma con un nuovo motore CURSOR 13 da 6 cilindri in linea e da 540 CV, associato ad un cambio automatico ZF a 7 marce in avanti e una retromarcia.

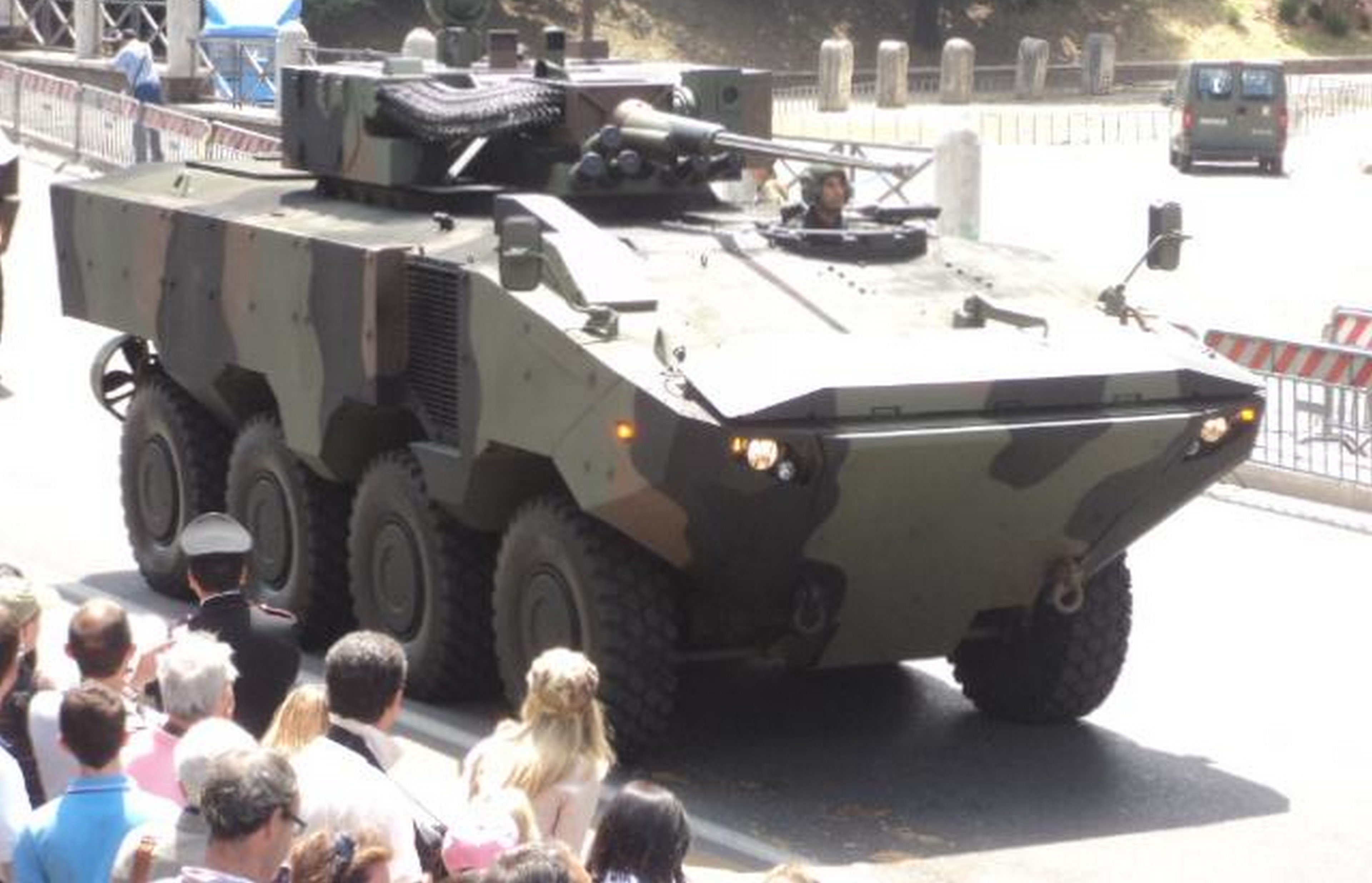
SuperAV alla Festa della Repubblica Italiana

Nonostante la necessità di sostituire mezzi ormai vecchi (per i quali non era sufficiente l'Iveco LMV), da parte delle Forze Armate non ci furono contributi a questo progetto. Nel 2012 la Iveco DV, insieme alla Oto Melara presentò un prototipo di VBA, sviluppato con fondi privati e ottenuto accoppiando al SuperAV una nuova torretta a comando remoto Hitfist OWS, prodotta a La Spezia da Oto Melara. Tuttavia, a causa di ristrettezze economiche, non si giunse all'approvazione del progetto, né a porre requisiti specifici.

### Amphibious Combat Vehicle
Gli Stati Uniti necessitano di un veicolo che sostituisca i vecchi AAV7, garantendo migliore mobilità sia in acqua, sia a terra, maggiore potenza di fuoco e maggiori protezioni. Il progetto era affidato alla General Dynamics e si chiamava AAAV (Advanced Amphibious Assault Vehicle), poi cambiato in EFV (Expeditionary Fighting Vehicle). Doveva essere mosso a cingoli, armato di un cannoncino da 30 mm e avere una velocità di 72 km/h e in acqua di 20 nodi. Iniziò, però, a mostrare diversi difetti e finì per essere cancellato nel 2012. In sostituzione del progetto nacquero due differenti programmi: MPC (Maritime Patrol Carrier) e ACV (Amphibious Combat Vehicle), per i quali si iniziò a manifestare interesse per il SuperAV. Così la Iveco decise di presentarsi al progetto in collaborazione con la BAE Systems (disponente di diversi stabilimenti in America) e lo USMC rilasciò un contratto da 3,5 milioni di dollari a quattro aziende candidate, quali la ditta di Bolzano, la Lockheed Martin con il Patria AMV, la SAIC con il Terrex e la General Dynamics. Nel 2013 si dovette far fronte a problemi finanziari, per ridurre i quali fu abolito l'MPC, lasciando l'ACV, mentre la Iveco passò a evolvere il veicolo per il requisito americano di più passeggeri. Il 24 novembre 2015 furono nominati come i due progetti finalisti il SuperAV e il SAIC Terrex 2. BAE ha ricevuto un contratto da 103,8 milioni $ per costruire 16 veicoli entro la fine del 2016 per i test, da iniziare nel 2017 e della durata di un anno. La compagnia progetta di costruire i suoi prototipi ACV nello stabilimento di York, in Pennsylvania. Nel 2018 verrà scelto un vincitore finale per costruire 204 veicoli, con l'entrata in servizio nel 2020 e tutti consegnati entro il 2023. Nel giugno 2018 la scelta è stata a favore di BAE Systems, con un contratto di 198 milioni di dollari, per costruire i primi 30 esemplari entro l'autunno 2019 e di svolgere nel 2020 i test operativi e valutativi. Alla prima fase per i 204 ACV 1.1 ne seguirà una seconda con gli ACV 1.2 in versione potenziata per sostituire gli attuali 870 veicoli anfibi. A fine gennaio 2020, presso la base USMC di Camp Pendleton, sono stati testati 5 esemplari per simulare un'operazione di sbarco da una nave di classe San Antonio. I test sono durati 3 giorni, con un mare anche allo stato 4 (mare piuttosto mosso), riuscendo a concludersi con ottimi risultati. Il 15 ottobre 2020 Iveco ha annunciato che la prima serie di 18 ACV è stata consegnata a un plotone dei Marines dopo cinque anni di test di sviluppo. Il 10 dicembre 2020 BAE Systems e il Corpo dei Marines hanno annunciato l'avvio alla produzione a tasso pieno, con una prima serie di 36 esemplari, che dovrebbe aumentare a 72 all'inizio del 2021 e successivamente a 80 veicoli all'anno per cinque anni.

## Caratteristiche

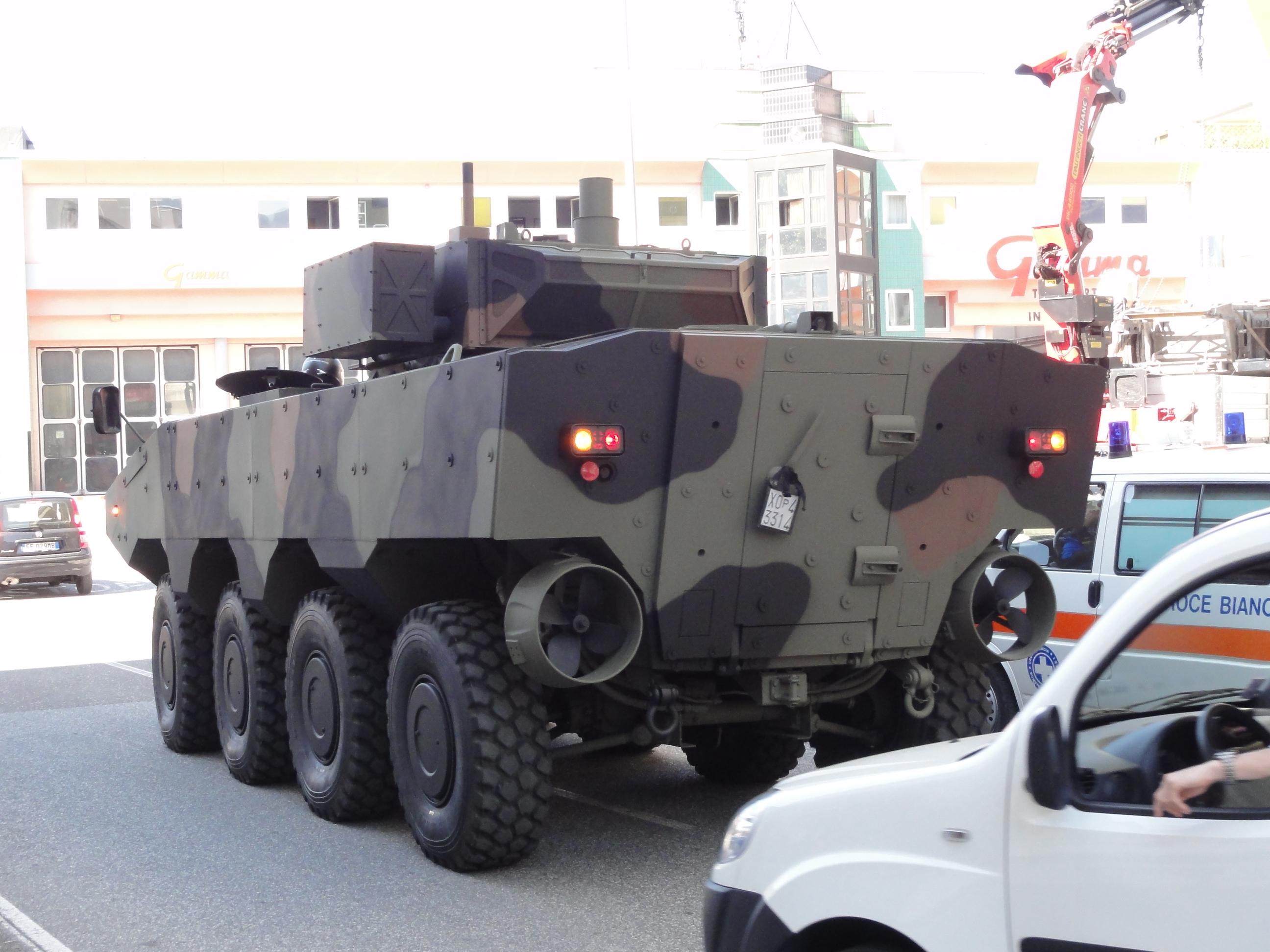
Vista posteriore del SuperAV. Si notano le due eliche posteriori per il moto in acqua

Come presentato nel 2009, il SuperAV presentava la stessa trasmissione ad H, i riduttori, le ruote e i gruppi montati già su Centauro e Freccia, ma con un nuovo motore CURSOR 13 da 6 cilindri in linea e da 540 CV, associato ad un cambio automatico ZF a 8 marce, di cui una retromarcia. Rispetto al VBM lo scafo era pesantemente modificato, con una conformazione compatta e più stretta, come necessario per le doti anfibie e aviotrasportabile. Si aggiungevano un frangiflutti, uno snorkel e due eliche posteriori, che conferivano una velocità in mare di 5,5 nodi. La configurazione del veicolo era classica, con il gruppo propulsore posto anteriormente ed il vano di trasporto nella parte centro-posteriore dello scafo. Le dimensioni consentivano di ospitare 12 passeggeri e il pilota, con questi posto anteriormente a sinistra con il capocarro e il mitragliere. Nella versione presentata nel 2012 è stata aggiunta una torretta Hitfist OWS, armata con un cannoncino da 25 o 30 mm e con la possibilità di lanciare missili anticarro, oltre che con telecontrollo per far rimanere il tiratore all'interno del veicolo.

### Amphibious Combat Vehicle (ACV)
Come su Freccia e Centauro, il mezzo manterrà lo schema di trasmissione ad H, costituita da due alberi di trasmissione posti ai lati, garantendo una maggiore abitabilità interna e riducendo i rischi di perforazione dello scafo in seguito ad un'esplosione. Tramite un rinvio, a ogni singola ruota è ingranato un semiasse, mentre le otto sospensioni regolabili sono collegate al braccio oscillante in una corazza cilindrica. La base ha una struttura a intercapedine per favorire la navigazione e anti-mina. Il motore è un 6 cilindri CURSOR 16 con potenza di 700 CV e la possibilità di disporre per usi civili dell'alimentazione Natural Gas. È un motore posto anteriormente a 24 valvole comandate in coppia con un turbocompressore a geometria variabile. Per l'impiego su terra dispone di una grossa griglia come presa d'aria laterale, mentre in navigazione utilizza uno snorkel sopra la linea di galleggiamento con la possibilità di essere esteso. Le prestazioni includono una velocità in acqua di 8 nodi, mentre sulla terra può superare i 100 km/h ed un'autonomia di 800 km. Nelle sue dimensioni dispone di 4 uscite, delle quali 3 botole e una pedana di servizio posteriore. Rispetto al SuperAV è incrementato anche il numero di passeggeri, passando da 12 più il pilota a 13 più 3 dell'equipaggio.